# Чельзо Позіо
Чельзо Позіо (італ. Celso Posio, 26 квітня 1931, Остіано — 12 вересня 2016, Кремона) — італійський футболіст, що грав на позиції півзахисника, насамперед за «Наполі», а також національну збірну Італії.

## Клубна кар'єра
Народився 26 квітня 1931 року в місті Остіано. Вихованець футбольної школи місцевого однойменного клубу.
У дорослому футболі дебютував 1950 року виступами за друголігову команду «Брешія», за яку протягом чотирьох сезонів виходив на поле у 72 іграх італійської першості.
1954 року був запрошений до вищолігового «Наполі», за який відіграв наступні сім сезонів своєї ігрової кар'єри.
У сезоні 1961/62 провів одну гру у Серії B за «Рьюніте Мессіна», після чого ігрову кар'єру завершив.

## Виступи за збірну
1957 року провів свою єдину офіційну гру у складі національної збірної Італії.
Помер 12 вересня 2016 року на 86-му році життя в Кремоні.
| Дата      | Місто   | Господарі  | Результат | Гості  | Турнір            | Голи | Примітки |
| --------- | ------- | ---------- | --------- | ------ | ----------------- | ---- | -------- |
| 26-5-1957 | Лісабон | Португалія | 3 – 0     | Італія | Відбір до ЧС 1958 | -    |          |
| Усього    |         | Матчів     | 1         |        | Голів             | 0    |          |